# Никитников, Григорий Леонтьевич
Григо́рий Лео́нтьевич Ники́тников (? - 1651) - крупный русский купец и промышленник, государев гость, один из лидеров Ярославского посада в начале XVII века.
По происхождению посадский человек Ярославля. Из старого купеческого рода, по преданию — с новгородскими корнями. В период Смуты сыграл большую роль в консолидации посада и его обороне. Земский староста в 1612 году. Поддержал и финансировал ополчение Минина и Пожарского, стоявшее в Ярославле.
С 1614 года — государев гость. Закупал для казны в Архангельске импортные узорочные товары. В 1622 году по требованию царя переехал в Москву.  Устроил усадьбу в Китай-городе (Никитники), обширный двор распространялся на 37 саженей в длину и 31 сажень в ширину. Его дом становится местом встреч купцов и заключения сделок. По отзыву приезжавшего с посольством из Сирии в Москву Павла Алеппского, палаты купца по своей красоте и размерам не уступали палатам царских дьяков. Участвовал в земских соборах. Лидер сословия, представлял интересы купцов и промышленников, обращался к властям с челобитными, с призывами ограничения импорта иностранных товаров и привилегий иностранных купцов. В синодик построенной им церкви Троицы в Никитниках вписаны имена московских гостей XVII века, которые находились в личных и родственных взаимоотношениях с Никитниковым. Был назначен в Сибирский приказ для сбора таможенных пошлин. Ссужал царя деньгами, получая ответные дары (серебряные ковши и камчу).
Вёл крупные торговые операции в Европейской России, Сибири, Средней Азии и Персии. Основу его богатства составляла торговля сибирской пушниной с Европой и Востоком. Также торговал рыбой. Имел фактории в Вологде, Ярославле, Казани, Нижнем Новгороде, Коломне, в Москве и Астрахани. Усадьба Никитникова в Ярославле, рядом со Спасским монастырем подле Угличских ворот, была узловым торговым пунктом, волжские и восточные товары, приходившие из Астрахани, обменивались здесь на западные, привозившиеся из Архангельска. В усадьбе Никитникова им была построена в 1613 году деревянная церковь Рождества Богородицы. Ближе к реке Которосли стояли соляные и рыбные амбары. После переезда в Москву на Красной площади заводит лавки в Суконном, Сурожском, Шапочном и Серебряном рядах. Строит большие склады для ведения оптовой торговли.
Солевар. С 1632 года вкладывал капиталы в солеваренную промышленность, конкурировал со Строгановыми и перекупил у них заводики по просроченным векселям, став на короткое время самым крупным промышленником в Соли Камской. К концу 30-х гг. в Соликамском уезде ему принадлежало 18 (или даже 30) варниц. Помимо зависимых от него людей, на них работало свыше 600 наемных работных людей. Для продажи соли имел особые дворы в Нижнем Новгороде, Коломне и других городах.
Владел также мельницами, судами на Волге и Каме, торговым двором в Астрахани. Здесь у него были каменные палаты, амбары, погреба и штат приказчиков для торговли с Персией.
Субсидировал церковные постройки в Ярославле и Соли Камской. По его заказу и на его деньги в Москве была построена церковь Троицы в Никитниках (1628-1634).
Свой капитал Никитников завещал не дробить, передал его в совместное и нераздельное владение двум внукам: «и внуку моему Борису, и внуку моему Григорию жить в совете и промышлять вместе, а буде который из них станет жить неистова и деньги и иные пожитки станет сородичам своим раздавать и сторонним людям, один без совету брата своего, и он благословления моего и приказу лишен, до дому моево и до пожитков ему дела нет». Умирая, завещал: «и церковь Божию украсить всякими лепотами, и ладан, и свечи, и вино церковное, и ругу священнику и иным церковникам давать вместе, чтоб церковь Божия без пения не была и не за чем не стала, как было при мне».
Его внуки Борис Андреевич Никитников (умер в 1655 году во время эпидемии моровой язвы) и Григорий Булгаков продолжили работу над украшением храма, делали заказы иконописцу Симону Ушакову. Южный придел Троицкого храма был посвящён Никите Мученику, он служил усыпальницей храмоздателя и членов его семьи. К 1657 году единственной живой наследницей семейных богатств была вдова Бориса Никитникова — Евдокия. Вскоре все имущество Никитниковых отошло казне.